# Josseline Louise Marie da Silva Gbony

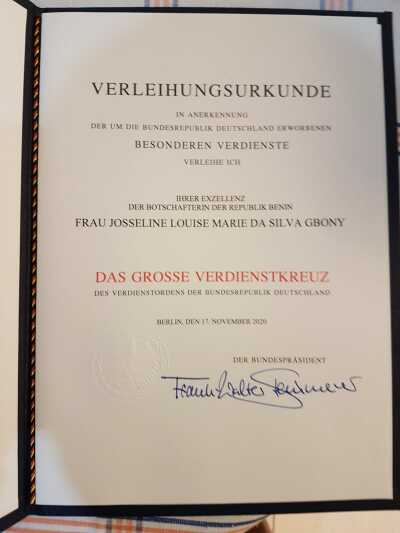
Verleihungsurkunde für das Grosse Verdienstkreuz für da Silva Gbony

Josseline Louise Marie da Silva Gbony (* 25. Oktober 1957) ist eine beninische Diplomatin. Von 2017 bis 2023 war sie als beninische Botschafterin in Berlin und in Deutschland akkreditiert.

## Werdegang
Silva Gbony studierte von 1979 bis 1982 Diplomatie und internationale Beziehungen an der Nationalen Hochschule für Verwaltung in Benin. Sie trat anschließend in das Beninische Außenministerium in Cotonou ein. Von 1983 bis 1984 war sie für chinesische Kooperationsprojekte verantwortlich. Anschließend war sie bis 1992 Leiterin für Kulturprojekte, welche in Kooperation mit Frankreich durchgeführt wurden. Ab 1987 bis 1992 war sie Leiterin der Abteilung für Immunität und Privilegien. Anschließend wurde sie von 1992 bis 1997 Leiterin der Abteilung für operative UN Aktivitäten. 1997 bis 2000 war sie Leiterin der Rechtsabteilung und war dort speziell zuständig für die Verhandlungen und Nachfolgeregelungen des Hauptquartiers. In der gleichen Zeit von 1997 bis 1998 studierte sie am Institut international d’administration publique Diplomatie und Internationale Beziehungen. Im Januar 2000 wurde sie an die Brüsseler Botschaft als Botschaftsrat entsandt. In diesem Posten, welchen sie bis Juli 2009 innehatte, war sie dafür zuständig, Kontakt zur EU zu halten. Anschließend kehrte sie wieder nach Benin zurück und war bis 2012 Leiterin der Abteilung für Programmierung und Planung. Von 2012 bis 2013 war sie Leiterin der Abteilung Afrika und Naher Osten. Im Oktober 2016 wurde sie nach Berlin als Botschafterin entsandt, wo sie auch Botschafterin Benins für Polen, die Tschechische Republik, Slowakei und Rumänien ist. Des Weiteren ist sie Ständige Repräsentantin für den UN-Sitz in Bonn und für den Internationalen Seegerichtshof in Hamburg. Zum 1. August 2020 wurde die Botschaft in Berlin neben anderen Beninischen Vertretungen in andern Ländern geschlossen. Zu dieser Schließung äußerte der Außenminister Benins Aurélien Agbenonci, dass die Botschafter ihre Posten behalten, aber von nun an Botschafter ohne Residenz seien. Seitdem arbeitet sie in Contonu. Am 20. November 2020 hat der deutsche Bundespräsident Frank-Walter Steinmeier Da Silva Gbony das Große Verdienstkreuz verliehen. Das Verdienstkreuz wurde im März 2021 vom deutschen Botschafter in Benin Achim Tröster der Botschafterin übergeben. Sie amtierte bis 2023.
Silva Gbony spricht Französisch und Englisch.
Sie ist mit Bertin Elie William Gbony verheiratet und hat zwei Kinder.